# Dualidad-S
La dualidad-S, también llamada dualidad fuerte-débil, es una simetría de la teoría cuántica de campos que relaciona parejas de teorías cuánticas de campo o de teoría de cuerdas. La transformación de la dualidad-S mapea estados y vacío con constante de acoplamiento g en una teoría de estados y vacíos con constante de acoplamiento 1/g en una teoría dual. Esto ha permitido utilizar la teoría de perturbación, que había sido utilizada sólo para teorías de "acoplado débil" con g<1, para describir también los regímenes de "acoplado fuerte" (g>1) en teoría de cuerdas, asignándolos a regímenes duales de acoplado débil.
Para las teorías cuánticas de campos de 4 dimensiones, la dualidad-S fue propuesta por Ashoke Sen, Nathan Seiberg, Edward Witten y otros. En este contexto, permite cambiar los campos eléctricos y magnéticos (y las partículas cargadas eléctricamente con los monopolos magnéticos.
En teorías de cuerdas, la dualidad-S relaciona las cuerdas IIB con constante de acoplamiento g con las mismas cuerdas IIB con constante de acoplamiento 1/g (es una relación autodual-S). De la misma forma, la teoría de cuerdas tipo I con constante de acoplamiento g es equivalente a la teoría heterótica SO(32) con constante de acoplamiento 1/g. Tal vez lo más sorprendente son las dualidades-S de la teoría de cuerdas de tipo IIA y la teoría de cuerda heterótica E8×E8 con constante de acoplamiento g a una Teoría M de mayor dimensionalidad con una dimensión compactada de tamaño g.

## Descubrimiento
En 1990, Andrew Strominger descubrió que en la teoría de cuerda heterótica E8×E8 (cuerda HE) en 10 dimensiones existe una membrana supersimétrica 5-dimensional o 5-brana (ahora conocida como "NS5-brana"), la cual puede interpretarse como un solitón de la teoría. Esta última afirmación confirmaba los trabajos de Townsend en 1988, que logró demostrar que muchas de las p-branas descubiertas pueden interpretarse como solitones de las diferentes teorías, cuyas masas son inversamente proporcional a (una potencia de) la constante de acoplamiento de la cuerda. Esta interpretación permitió establecer que a bajas energías, cuando la constante de acoplamiento de la cuerda (o "carga de la cuerda") es débil, los entes físicos fundamentales que están presentes y dominan la dinámica de la teoría son las cuerdas, y que a altas energías, cuando la constante de acoplamiento es fuerte, los entes físicos que dominan la dinámica de la teoría son los solitones, o sea, las p-branas.
Ya que las cuerdas de algunas teorías están relacionadas por dualidad con las p-branas de otras teorías, Strominger sugirió que existe una simetría, ahora conocida como dualidad-S, que relaciona una teoría de cuerdas con constante de acoplamiento débil (cuyos entes físicos dominantes son las cuerdas) con otra teoría de cuerdas con constante de acoplamiento fuerte (cuyos entes físicos dominantes son las p-branas). Este tipo de conjetura ya había sido formulada, en 1977, por Claus Montonen y David Olive (dualidad Montonen-Olive o dualidad eléctrica-magnética) en el contexto de las teorías de la gran unificación supersimétricas (SUSY-GUTs). Según la dualidad propuesta por Strominger, el papel jugado por las cuerdas como los entes físicos fundamentales en el régimen de acoplamiento débil de una teoría dada se intercambia con el de los solitones como los entes físicos fundamentales en el régimen de acoplamiento fuerte de la otra teoría dual, y viceversa. Como dichas teorías son duales una de la otra, y por lo tanto, son físicamente indistinguibles, ya no es posible establecer si las cuerdas o las p-branas son los entes realmente fundamentales.

## Descripción
En teoría de cuerdas, la intensidad de las interacciones no viene dada por constantes numéricas, sino por una variable continua y dinámica denominada dilatón, ϕ. El valor promedio del dilatón, ϕ, es el que define a la constante de acoplamiento (o "carga") de la cuerda, g = e<ϕ>. Las ecuaciones e interacciones de una supercuerda se pueden estudiar con las 6 dimensiones extra compactadas en círculos de radio R muy pequeños. Nos encontramos entonces con que R y ϕ aparecen de forma muy análoga en las ecuaciones, lo que indica algún tipo de relación entre R y ϕ. Aunque no se percibe en una primera aproximación qué relación puede haber entre ambas, se puede  explicar si consideramos 7 dimensiones extra, en vez de 6.
En este caso, la teoría tiene 11 dimensiones espacio-temporales y el dilatón aparece como el radio R11  de la dimensión extra añadida. Ahora se puede entender la similitud entre los valores R y ϕ, ya que este último sería otro radio R11  más. Si la analogía entre R y ϕ es cierta, entonces existe una simetría en la que ϕ ⇔ 1/ϕ. Esta relación de simetría es semejante a lo que de la dualidad-T pero con bastante más alcance. Si una teoría es invariante bajo el intercambio de ϕ y 1/ϕ, significa que la teoría en interacción débil (ϕ pequeño) es equivalente a la teoría en interacción fuerte, ya que 1/ϕ sería hora grande. Representa, por tanto, una equivalencia entre interacciones muy intensa y poco intensas.
Calis Montone y David Olive ya habían considerado este tipo de simetría en 1975 cuando estudiaban un tipo de teoría de campos en la que había a la vez partículas con carga eléctrica qe normales (un electrón, por ejemplo) y partículas compuestas con carga magnética elemental qm, los llamados monopolos magnéticos. Sugirieron que la física de cargas eléctricas con constante de acoplamiento grande era equivalente a la física de monopolos magnéticos con constante de acoplamiento pequeña. Esta dualidad de Olive-Montone pasó inadvertida ya que no parecía tener nada que ver con las teorías de las interacciones físicas conocidas. 
Su parecido con la dualidad-T y su generalización al caso con supersimetría, dio fuerza a la hipótesis de dualidad-S. Las analogía llegaban más lejos. En esas teorías con cargas eléctricas y magnéticas hay un tipo de partículas estables cuyas masas vienen expresadas así:
{\displaystyle M^{2}=q_{e}^{2}\alpha '+{\frac {q_{m}^{2}}{\alpha '}}}
donde qe y qm son las cargas eléctrica y magnética de una partícula, respectivamente, y α representa la constante de acoplamiento que da la intensidad de la interacción. El primer término de la ecuación corresponde a las partículas con carga eléctrica no nula, y el segundo, a las partículas con carga magnética no nula. Su parecido con la fórmula de la dualidad-T es evidente. En teoría de supercuerdas, en vez de α, se tiene el dilatón ϕ, y los valores de qe y qm son números enteros.
Por estas razones, en 1990 se propuso la existencia de una simetría en ciertas teorías de cuerdas bajo la cual se intercambia:
{\displaystyle \phi \leftrightarrow 1/\phi \quad q_{e}\leftrightarrow q_{m}}
Como en el caso de la dualidad-T, la fórmula para las masas de estas partículas queda invariante bajo la nueva dualidad.
Esto tiene la ventaja de que en lugar de usar a una teoría de cuerdas con constante de acoplamiento fuerte para tratar de comprender la física de algún fenómeno (con todo el nivel de complejidad que significa trabajar con acople fuerte), se puede usar la teoría dual de cuerdas con constante de acoplamiento débil, ya que es físicamente equivalente a la primera pero con la ventaja de que tiene acople débil y se pueden usar los métodos perturbativos para simplificar el problema. Este tipo de dualidad está en el corazón de la correspondencia AdS/CFT.

## Comprobaciones
La dualidad-S ha sido rigurosamente demostrado en algunos modelos de campo en retículo, que depende del grupo dual Pontryagin. En particular, para 2 dimensiones, si los vértices pueden tomar valores en el grupo G abeliano compactado localmente y la acción/energía depende solamente de las aristas (ej., el modelo Ising para Z2, el modelo Potts para Zn, el modelo XY para U (1), etc.), entonces es dual -a través de la dualidad Kramers–Wannier- a un modelo donde los vértices toman valores en el grupo dual Gb. En 3 dimensiones, tal modelo debería ser dual a un modelo de campo en retículo sobre el grupo dual Gb. En 4 dimensiones, el modelo de campo en retículo con G como grupo gauge debería ser dual al modelo de campo en retículo con Gb como grupo gauge (con los campos eléctricos y magnéticos intercambiados). La dualidad-S cambia las cargas locales con cargas topológicas.